# Alén Diviš
Alén Diviš, eigentlich Karel Diviš (* 26. April 1900 auf dem Hof Blato; † 15. November 1956 in Prag) war ein tschechischer Maler und Illustrator, der bekannt war für seine melancholische Art des Malens. Er verbrachte die meiste Zeit seines Lebens im Ausland.

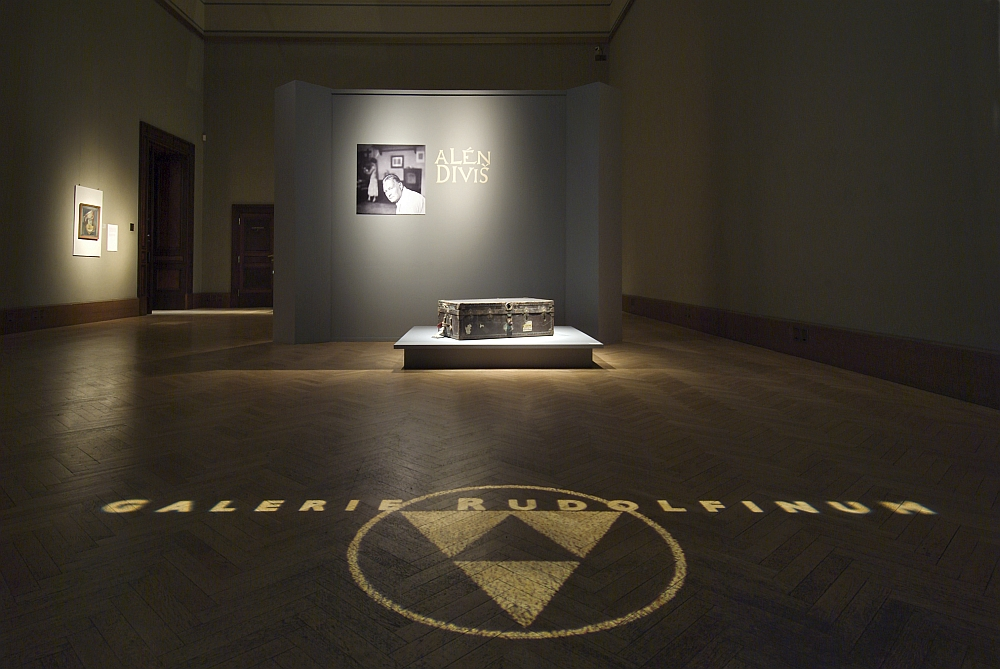
Ausstellung in der Galerie Rudolfinum

## Leben
Diviš zog im Jahre 1911 mit seiner Familie nach Prag. Dort besuchte er kurz den Malunterricht an der Hochschule für angewandte Kunst. In den frühen 1920er Jahren konzentrierte Diviš sich intensiv auf die Kunst, vor allem beschäftigte er sich mit dem Kubismus. Im Sommer 1926 zog er nach Paris, um sich ganz der Kunst zu widmen. In Paris besuchte er Vorlesungen von František Kupka und erforschte Kubismus, Expressionismus und Klassizismus. Er fand neue Freunde in der französischen Künstlergemeinde und schloss dort Freundschaft mit anderen Tschechen, wie Bohuslav Martinů. Er fing an, weiter ins Ausland zu reisen; Ausflüge nach Spanien, Südafrika und den Niederlanden folgten. Die erste Ausstellung seiner Werke fand im Jahr 1932 in der Van Leer Galerie, Paris, statt.
Im Jahr 1939, als Reaktion auf die deutsche Besetzung der Tschechoslowakei, wurde Diviš zunehmend politischer, und mit anderen Expatriates gründete er das „Haus der Tschechoslowakischen Kultur“. Beim Eintritt Frankreichs in den Zweiten Weltkrieg wurden Diviš und andere Mitglieder der Organisation verhaftet und der Spionage angeklagt. Der Grund für die Festnahme ist unklar, vielleicht verursachten ihre „Sympathien für den Kommunismus“ den Verdacht, oder es kann ihre ungewöhnlich erfreute Reaktion auf den Ausbruch des Krieges gewesen sein, da sie so auf die Befreiung der Tschechoslowakei hofften. Diviš wurde für die nächsten sechs Monate im Gefängnis La Santé, einem der härtesten Gefängnisse in Frankreich, inhaftiert. Die düstere Stimmung, die Inschriften und Graffiti an den Zellwänden inspirierten ihn zu seinen späteren künstlerischen Visionen. Die Anklage der Spionage wurde fallengelassen, aber Diviš verbrachte vor seiner Freilassung noch anderthalb Jahre in Konzentrations- und Internierungslagern in Frankreich, Marokko und Martinique.
In den frühen 1940er-Jahren fand Diviš schließlich Asyl in New York, wo er seiner Kunst bis nach dem Krieg nachging. Seine Kunst konzentrierte sich in erster Linie auf seine Zeit im Gefängnis und verwendete als Vorlage der Bilder Graffiti von der Zellenwand, Träume und Halluzinationen, die ihm in der dunklen Isolation kamen, und erinnert damit an Art brut oder Outsider Art. Er arbeitete parallel an mehreren Bildern gleichzeitig, daneben malte er Landschaftsbilder von Südafrika, das er vor dem Krieg bereist hatte. In den Vereinigten Staaten konnte Diviš Verbindungen zu der örtlichen tschechischen Gemeinde aufbauen und fand seinen Freund Martinů wieder. Obwohl seine Arbeiten einige Aufmerksamkeit in New York auf sich zogen, konnte er keine Ausstellung durchführen.